# اشتباكات لبنان-إسرائيل (أبريل 2023)
الاشتباكات اللبنانيَّة الإسرائيلية 2023 هي رشقات صاروخية أنطلقت من لبنان واستهدفت مناطق إسرائيلية وذلك بتاريخ في 6 أبريل / نيسان 2023، حيثُ أطلقت عشرات الصواريخ من لبنان على إسرائيل، مما أدى إلى إصابة 3 مستوطنون إسرائيليون. قال الجيش الإسرائيلي إنه اعترض 25 صاروخا أطلق من لبنان.
وكانت هذه الهجمات بمثابة التصعيد الأكبر بين لبنان وإسرائيل منذ حرب لبنان عام 2006 وحتى الاشتباكات على الحدود بين إسرائيل ولبنان عام 2023. ووصفت قوة الأمم المتحدة المؤقتة في لبنان (يونيفيل) الوضع بأنه "خطير للغاية" وحثت على ضبط النفس. وقالت إن رئيس قوة الأمم المتحدة المؤقتة في لبنان أرولدو لازارو كان على اتصال بالسلطات على الجانبين.

## الاشتباكات
بتاريخ 6 أبريل انطلقت صفارات الإنذار في بلدة شلومي وبيتزيت شمال إسرائيل. وبحسب إسرائيل، فقد أطلقتها الفصائل الفلسطينية حماس والجهاد الإسلامي بموافقة حزب الله.
في وقت مبكر من صباح يوم 7 أبريل / نيسان، رد سلاح الجو الإسرائيلي بقصف أهداف في صور بلبنان وقطاع غزة.
وفي بيان مكتوب، وصفت قوة الأمم المتحدة المؤقتة في لبنان (يونيفيل) الوضع بأنه "خطير للغاية" وحثت على ضبط النفس. وقالت إن قائد اليونيفيل أرولدو لازارو كان على اتصال بالسلطات الإسرائيلية واللبنانيَّة. وتعتبر الهجمات هي أكبر تصعيد بين البلدين منذ حرب لبنان عام 2006.

## خلفية
الفلسطينيون في لبنان هم جزء من الشعب الفلسطيني الذي لجأ من فلسطين إلى لبنان بعد النكبة عام 1948. وسادت حالة من التوتر المتصاعد بين إسرائيل وحماس في أعقاب اشتباكات الأقصى 2023. وزعمت إسرائيل أن حزب الله منح الإذن لحماس بإطلاق الصواريخ، ومع ذلك لم تستهدف الضربات الجوية الإسرائيلية مواقع حزب الله وأصر حزب الله على أنه غير متورط في "الهجمات المحلية" على شمال إسرائيل.